# Blepharita euplexina
Blepharita euplexina là một loài bướm đêm trong họ Noctuidae.